# The Turn of a Friendly Card
The Turn of a Friendly Card är ett musikalbum av progrockbandet The Alan Parsons Project, utgivet 1980. Temat för albumet är spel och dobbel. Det gav upphov till två mindre hitar, "Games People Play" och "Time".

## Låtlista
Sida 1
1. "May Be a Price to Pay" - 4:52
2. "Games People Play" - 4:17
3. "Time" - 5:05
4. "I Don't Wanna Go Home" - 4:54

Sida 2
1. "The Gold Bug" - 4:28
2. "The Turn of a Friendly Card: The Turn of a Friendly Card, Pt. 1" - 2:39
3. "The Turn of a Friendly Card: Snake Eyes" - 3:17
4. "The Turn of a Friendly Card: The Ace of Swords" - 2:58
5. "The Turn of a Friendly Card: Nothing Left to Lose" - 4:03
6. "The Turn of a Friendly Card: The Turn of a Friendly Card, Pt. 2" - 3:12